# Jan Driessen (journalist)
Jan Driessen (Helmond, 1960) was radio- en televisiejournalist bij de Nederlandse publieke omroep. Na 2000 is hij communicatieadviseur.

## Biografie
Jan Driessen begon zijn journalistieke carrière als parlementair verslaggever bij het NCRV-radioprogramma Hier en Nu. Vervolgens was hij zes jaar parlementair tv-verslaggever bij de dagelijkse televisierubriek Den Haag Vandaag en werd hij door Fons de Poel naar Brandpunt gehaald voor de presentatie van het wekelijks rechtstreeks televisieprogramma: Brandpunt Politiek Café. Daarin ontving hij twee jaar lang politieke kopstukken in Hotel Des Indes in Den Haag en het Kurhaus in Scheveningen. De volgende jaren was hij buitenlandverslaggever en later chef Nieuwsdienst bij respectievelijk KRO's Brandpunt en Netwerk waarbij hij diverse gebeurtenissen, zoals de oorlogen in Joegoslavië, Kosovo, Soedan en Rwanda, drie presidentsverkiezingen in de Verenigde Staten, en de ineenstorting van de Sovjet-Unie versloeg. Driessen interviewde destijds meerdere wereldleiders en politici, onder wie Tony Blair, Bill Clinton, Silvio Berlusconi, Yasser Arafat, Nelson Mandela en de dalai lama.
Driessen was vanaf 2000 t/m 2014 directeur Communicatie bij verzekeraar AEGON en eindverantwoordelijk voor alle in- en externe communicatie, reclame en sponsoring. Daarnaast is hij sinds september 2008 voorzitter van de BVA bond van adverteerders. Andere nevenfuncties zijn onder andere commissaris bij AT5, bestuurslid Prinses Beatrix Fonds en lid Sportraad Amsterdam. Sinds 2014 is Jan Driessen met een adviesbureau zelfstandig ondernemer.

## Publicaties
- 2013 - Alles Moet Deugen
- 2016 - A Story to Tell? - verhalen en anekdotes over tien grote wereldleiders, naar aanleiding van Driessens persoonlijke indrukken en ervaringen met deze personen tijdens tv-interviews.

## Erkenning
- Communicatieman (profit) van het jaar (2009)
- Sponsorman van het jaar (2009)
- Coq d'Honneur (GVR Gouden reclamehaan) (2011)
- Ard Schenk Award (Voor 10 jaar betrokken hoofdsponsorschap Schaatsen) (2009)